# Ende
Ende – miasto w Indonezji na południowym wybrzeżu wyspy Flores, nad morzem Sawu w prowincji Małe Wyspy Sundajskie Wschodnie; 79 tys. mieszkańców (2006). Siedziba rzymskokatolickiej archidiecezji Ende.
Największe miasto na wyspie; ośrodek handlowy regionu rolniczego (uprawa ryżu, kukurydzy, kawowca, palmy kokosowej, drzewa sandałowego); ośrodek turystyczny; jedną z atrakcji jest dom w którym przebywał na wygnaniu w latach trzydziestych XX w. ówczesny działacz niepodległościowy, późniejszy prezydent Sukarno, obecnie mieści się w nim jego muzeum; port lotniczy H Hasan Aroeboesman; port morski (wywóz kawy, kopry).